# Vasylkivka (huyện)
Huyện Vasylkivka (tiếng Ukraina: Васильківський район, chuyển tự: Vasylkivkas'kyi raion) là một huyện của tỉnh Dnipropetrovsk thuộc Ukraina. Huyện Vasylkivka có diện tích 1330 km², dân số theo điều tra dân số ngày 5 tháng 12 năm 2001 là 37149 người với mật độ 28 người/km2. Trung tâm huyện nằm ở Vasylkivka.